# Argélia na Copa do Mundo FIFA de 2010
A Seleção Argelina de Futebol participou pela terceira vez da Copa do Mundo FIFA. A seleção, que havia se classificado na primeira colocação das elimitatórias africanas para a Copa do Mundo, à frente das seleções de Gâmbia, Senegal e Libéria. Foi sorteado no grupo C, onde enfrentaria os Estados Unidos, a Inglaterra e a Eslovênia.
Fez uma primeira fase ruim, tendo perdido para a Eslovênia no primeiro jogo por 1 x 0, partida que contou com a sorte de Robert Koren, que em um chute a gol, viu o goleiro Faouzi Chaouchi cometer uma falha que comprometeu a partida, empatado com a Inglaterra na segunda partida por 0 x 0, e perdido para os Estados Unidos por 1 x 0 com um gol heróico de Landon Donovan ao 1º minuto de acréscimo do segundo tempo regulamentar, gol este que valeu a classificação dos norte-americanos na liderança do grupo. Não se classificou para as oitavas-de-final, ficando na quarta e última colocação de seu grupo com apenas 1 ponto acumulado no empate com a Inglaterra.
Alguns jogadores se destacaram mais do que os seus companheiros e tiveram um desempenho bom nesta copa, jogadores estes como: Madjid Bougherra, Yazid Mansouri, e Karim Matmour fizeram bons jogos, apesar do meu rendimento da equipe.

## Eliminatórias
Por não ser uma das 10 seleções piores classificadas no Ranking Mundial da FIFA, já se classificava para a Segunda Fase das eliminatórias automaticamente. Na Segunda Fase, ficou no Grupo 6, onde disputou vaga com Gâmbia, Senegal e Libéria, classificando-se em primeiro lugar para a Terceira Fase, onde ficou no Grupo C e disputou vaga com Zâmbia, Ruanda e o campeão africano Egito. Argélia e Egito empataram em todos os critérios na primeira colocação do grupo e tiveram que fazer uma partida a mais de desempate no Sudão, tendo a Argélia saindo vitoriosa pelo placar de 1–0.

### Segunda Fase
| Equipe  | Pts. | J | V | E | D | GP | GC | SG |
| ------- | ---- | - | - | - | - | -- | -- | -- |
| Argélia | 10   | 6 | 3 | 1 | 2 | 7  | 4  | +3 |
| Gâmbia  | 9    | 6 | 2 | 3 | 1 | 6  | 3  | +3 |
| Senegal | 9    | 6 | 2 | 3 | 1 | 9  | 7  | +2 |
| Libéria | 3    | 6 | 0 | 3 | 3 | 4  | 12 | -8 |

| L\V     | Senegal | Argélia | Libéria | Gâmbia |
| Senegal |         | 1:0     | 3:1     | 1:1    |
| Argélia | 3:2     |         | 3:0     | 1:0    |
| Libéria | 2:2     | 0:0     |         | 1:1    |
| Gâmbia  | 0:0     | 1:0     | 3:0     |        |

### Terceira Fase
| Equipe  | Pts. | J | V | E | D | GP | GC | SG |
| ------- | ---- | - | - | - | - | -- | -- | -- |
| Argélia | 13   | 6 | 4 | 1 | 1 | 9  | 4  | +5 |
| Egito   | 13   | 6 | 4 | 1 | 1 | 9  | 4  | +5 |
| Zâmbia  | 5    | 6 | 1 | 2 | 3 | 2  | 5  | -3 |
| Ruanda  | 2    | 6 | 0 | 2 | 4 | 1  | 8  | -7 |

| L\V     | Argélia | Egito | Ruanda | Zâmbia |
| Argélia |         | 3:1   | 3:1    | 1:0    |
| Egito   | 2:0     |       | 3:0    | 1:1    |
| Ruanda  | 0:0     | 0:1   |        | 0:0    |
| Zâmbia  | 0:2     | 0:1   | 1:0    |        |

### Desempate
Argélia e Egito finalizaram com o mesmo número de pontos e se igualaram em todos os critérios de desempate, saldo de gols (+5), gols marcados nos jogos do grupo (9), confronto direto (3 pontos cada) e diferença de gols no confronto (+2). Uma partida de desempate definiu a equipe classificada para a Copa do Mundo FIFA de 2010. Em caso se empate no tempo normal, seriam jogados uma prorrogação de 30 minutos, e persistindo a igualdade, disputa por pênaltis.
| 18 de novembro de 2009 | Argélia   | 1 – 0     | Egito | Estádio de Merreikh, Ondurmã              |
| 20:30 (UTC+3)          | Yahia 40' | Relatório |       | Público: 35,000 Árbitro: SEY Eddy Maillet |

## Escalação
| Número / Nome  | Número / Nome       | Clube                      | Jogos (gols)1 | Data Nasc.                        | J        | Gols     | Penalizado com cartão amarelo | Expulso  |
| Goleiros       | Goleiros            | Goleiros                   | Goleiros      | Goleiros                          | Goleiros | Goleiros | Goleiros                      | Goleiros |
| -------------- | ------------------- | -------------------------- | ------------- | --------------------------------- | -------- | -------- | ----------------------------- | -------- |
| 1              | Lounès Gaouaoui     | ASO Chlef                  | 49 (0)        | 28 de setembro de 1977 (47 anos)  | 0        | 0        | 0                             | 0        |
| 12             | Faouzi Chaouchi     | ES Sétif                   | 10 (0)        | 5 de dezembro de 1984 (40 anos)   | 0        | 0        | 0                             | 0        |
| 23             | Raïs M'Bolhi        | PFC Slavia Sofia           | 3 (0)         | 30 de junho de 1975 (49 anos)     | 0        | 0        | 0                             | 0        |
| Defensores     |                     |                            |               |                                   |          |          |                               |          |
| 2              | Madjid Bougherra    | Rangers FC                 | 44 (4)        | 7 de outubro de 1982 (42 anos)    | 0        | 0        | 0                             | 0        |
| 3              | Nadir Belhadj       | Al-Sadd SC                 | 48 (5)        | 18 de junho de 1982 (42 anos)     | 0        | 0        | 0                             | 0        |
| 4              | Antar Yahia         | VfL Bochum                 | 47 (6)        | 21 de março de 1982 (42 anos)     | 0        | 0        | 0                             | 0        |
| 5              | Rafik Halliche      | SL Benfica                 | 20 (1)        | 2 de setembro de 1986 (38 anos)   | 0        | 0        | 0                             | 0        |
| 12             | Habib Bellaïd       | Eintracht Frankfurt        | 1 (0)         | 28 de março de 1986 (38 anos)     | 0        | 0        | 2                             | 0        |
| 14             | Abdelkader Laïfaoui | ES Sétif                   | 7 (0)         | 29 de julho de 1981 (43 anos)     | 0        | 0        | 0                             | 0        |
| 18             | Carl Medjani        | AC Ajaccio                 | 0 (0)         | 15 de maio de 1985 (39 anos)      | 0        | 0        | 0                             | 0        |
| 20             | Djamel Mesbah       | US Lecce                   | 2 (0)         | 9 de outubro de 1984 (40 anos)    | 3        | 0        | 1                             | 0        |
| Meio-campistas |                     |                            |               |                                   |          |          |                               |          |
| 6              | Yazid Mansouri      | FC Lorient-Bretagne Sud    | 65 (0)        | 25 de março de 1978 (46 anos)     | 0        | 0        | 0                             | 0        |
| 8              | Medhi Lacen         | R Racing CS                | 6 (0)         | 5 de março de 1984 (41 anos)      | 0        | 0        | 0                             | 0        |
| 15             | Karim Ziani         | VfL Wolfsburg              | 58 (5)        | 17 de agosto de 1982 (42 anos)    | 0        | 0        | 0                             | 0        |
| 17             | Adlène Guedioura    | Wolverhampton Wanderers FC | 5 (0)         | 12 de novembro de 1985 (39 anos)  | 0        | 0        | 0                             | 0        |
| 19             | Hassan Yebda        | SL Benfica                 | 12 (0)        | 14 de abril de 1984 (40 anos)     | 0        | 0        | 0                             | 0        |
| 21             | Foued Kadir         | Valenciennes FC            | 5 (0)         | 5 de dezembro de 1983 (41 anos)   | 0        | 0        | 0                             | 0        |
| 22             | Djamel Abdoun       | FC Nantes                  | 8 (0)         | 14 de fevereiro de 1986 (39 anos) | 0        | 0        | 0                             | 0        |
| Atacantes      |                     |                            |               |                                   |          |          |                               |          |
| 7              | Ryad Boudebouz      | FC Sochaux-Montbéliard     | 3 (0)         | 19 de fevereiro de 1990 (35 anos) | 0        | 0        | 0                             | 0        |
| 9              | Abdelkader Ghezzal  | AS Bari                    | 21 (3)        | 5 de dezembro de 1984 (40 anos)   | 0        | 0        | 0                             | 0        |
| 13             | Karim Matmour       | Borussia Mönchengladbach   | 26 (2)        | 24 de junho de 1985 (39 anos)     | 0        | 0        | 0                             | 0        |
| 10             | Rafik Saïfi         | FC Istres Ouest Provence   | 58 (18)       | 7 de fevereiro de 1975 (50 anos)  | 0        | 0        | 0                             | 0        |
| 11             | Rafik Djebbour      | AEK Atenas                 | 18 (3)        | 8 de março de 1984 (41 anos)      | 0        | 0        | 0                             | 0        |
| Treinador      |                     |                            |               |                                   |          |          |                               |          |
|                | Rabah Saâdane       |                            |               | 3 de maio de 1946 (78 anos)       |          |          |                               |          |

Nota:
- 1 O número de jogos e gols se referem aos jogos pela seleção até a data de convocação dos jogadores.

## Primeira fase
| Pos | Equipe         | Pts | J | V | E | D | GP | GC | SG | Classificado      |
| --- | -------------- | --- | - | - | - | - | -- | -- | -- | ----------------- |
| 1   | Estados Unidos | 5   | 3 | 1 | 2 | 0 | 4  | 3  | +1 | Fase eliminatória |
| 2   | Inglaterra     | 5   | 3 | 1 | 2 | 0 | 2  | 1  | +1 | Fase eliminatória |
| 3   | Eslovênia      | 4   | 3 | 1 | 1 | 1 | 3  | 3  | 0  | Eliminado         |
| 4   | Argélia        | 1   | 3 | 0 | 1 | 2 | 0  | 2  | −2 | Eliminado         |

### Argélia – Eslovênia
| 13 de junho | Argélia | 0 – 1     | Eslovênia | Peter Mokaba Stadium, Polokwane            |
| 13:30       |         | Relatório | Koren 79' | Público: 30 325 Árbitro: GUA Carlos Batres |

| Argélia | Eslovênia |

| G              | 16 | Faouzi Chaouchi    |          |     |
| LD             | 4  | Antar Yahia        |          |     |
| Z              | 2  | Madjid Bougherra   |          |     |
| Z              | 5  | Rafik Halliche     |          |     |
| LE             | 3  | Nadir Belhadj      |          |     |
| V              | 8  | Mehdi Lacen        |          |     |
| V              | 19 | Hassan Yebda       | 90+5'    |     |
| M              | 15 | Karim Ziani        |          |     |
| M              | 21 | Foued Kadir        |          | 82' |
| A              | 13 | Karim Matmour      |          | 81' |
| A              | 11 | Rafik Djebbour     |          | 58' |
| Substituições: |    |                    |          |     |
| M              | 17 | Adlène Guedioura   |          | 82' |
| A              | 9  | Abdelkader Ghezzal | 59', 73' | 58' |
| A              | 10 | Rafik Saïfi        |          | 81' |
| Treinador:     |    |                    |          |     |
| Rabah Saâdane  |    |                    |          |     |

| G              | 1  | Samir Handanovič   |       |     |
| LD             | 2  | Mišo Brečko        |       |     |
| Z              | 4  | Marko Šuler        |       |     |
| Z              | 5  | Boštjan Cesar      |       |     |
| LE             | 13 | Bojan Jokić        |       |     |
| V              | 17 | Andraž Kirm        |       |     |
| V              | 18 | A. Radosavljevič   | 35'   | 87' |
| M              | 8  | Robert Koren       |       |     |
| M              | 10 | Valter Birsa       |       | 84' |
| A              | 14 | Zlatko Dedič       |       | 53' |
| A              | 11 | Milivoje Novakovič |       |     |
| Substituições: |    |                    |       |     |
| V              | 20 | Andrej Komac       | 90+3' | 87' |
| A              | 7  | Nejc Pečnik        |       | 84' |
| A              | 9  | Zlatan Ljubijankič |       | 53' |
| Treinador:     |    |                    |       |     |
| Matjaž Kek     |    |                    |       |     |

Homem da partida
- Robert Koren

### Inglaterra – Argélia
| 18 de junho | Inglaterra | 0 – 0     | Argélia | Green Point Stadium, Cidade do Cabo          |
| 20:30       |            | Relatório |         | Público: 64 100 Árbitro: UZB Ravshan Irmatov |

| Inglaterra | Argélia |

| G              | 1  | David James           |     |     |
| LD             | 2  | Glen Johnson          |     |     |
| Z              | 6  | John Terry            |     |     |
| Z              | 18 | Jamie Carragher       | 58' |     |
| LE             | 3  | Ashley Cole           |     |     |
| V              | 4  | Steven Gerrard        |     |     |
| V              | 14 | Gareth Barry          |     | 84' |
| M              | 8  | Frank Lampard         |     |     |
| M              | 7  | Aaron Lennon          |     | 63' |
| A              | 10 | Wayne Rooney          |     |     |
| A              | 21 | Emile Heskey          |     | 74' |
| Substituições: |    |                       |     |     |
| M              | 17 | Shaun Wright-Phillips |     | 63' |
| A              | 9  | Peter Crouch          |     | 84' |
| A              | 19 | Jermain Defoe         |     | 74' |
| Treinador:     |    |                       |     |     |
| Fabio Capello  |    |                       |     |     |

| G              | 23 | Raïs M'Bolhi     |     |     |
| LD             | 2  | Madjid Bougherra |     |     |
| Z              | 5  | Rafik Halliche   |     |     |
| LE             | 4  | Antar Yahia      |     |     |
| V              | 8  | Mehdi Lacen      | 85' |     |
| V              | 19 | Hassan Yebda     |     | 88' |
| V              | 21 | Foued Kadir      |     |     |
| M              | 3  | Nadir Belhadj    |     |     |
| M              | 7  | Ryad Boudebouz   |     | 74' |
| M              | 15 | Karim Ziani      |     | 81' |
| A              | 13 | Karim Matmour    |     |     |
| Substituições: |    |                  |     |     |
| V              | 17 | Adlène Guedioura |     | 81' |
| V              | 20 | Djamel Mesbah    |     | 88' |
| V              | 22 | Djamel Abdoun    |     | 74' |
| Treinador:     |    |                  |     |     |
| Rabah Saâdane  |    |                  |     |     |

Homem da partida
- Ashley Cole

### Estados Unidos – Argélia
| 23 de junho | Estados Unidos | 1 – 0     | Argélia | Loftus Versfeld Stadium, Pretória               |
| 16:00       | Donovan 90+1'  | Relatório |         | Público: 35 827 Árbitro: BEL Frank De Bleeckere |

| Estados Unidos | Argélia |

| G              | 1  | Tim Howard         |     |     |
| LD             | 6  | Steve Cherundolo   |     |     |
| Z              | 3  | Carlos Bocanegra   |     |     |
| Z              | 15 | Jay DeMerit        |     |     |
| LE             | 12 | Jonathan Bornstein |     | 80' |
| V              | 4  | Michael Bradley    |     |     |
| V              | 19 | Maurice Edu        |     | 64' |
| M              | 8  | Clint Dempsey      |     |     |
| M              | 10 | Landon Donovan     |     |     |
| A              | 9  | Herculez Gomez     |     | 46' |
| A              | 17 | Jozy Altidore      | 62' |     |
| Substituições: |    |                    |     |     |
| M              | 7  | DaMarcus Beasley   | 90' | 80' |
| M              | 22 | Benny Feilhaber    |     | 46' |
| A              | 14 | Edson Buddle       |     | 64' |
| Treinador:     |    |                    |     |     |
| Bob Bradley    |    |                    |     |     |

| G              | 23 | Raïs M'Bolhi       |            |     |
| LD             | 2  | Madjid Bougherra   |            |     |
| Z              | 5  | Rafik Halliche     |            |     |
| LE             | 4  | Antar Yahia        | 76', 90+3' |     |
| V              | 8  | Mehdi Lacen        | 83'        |     |
| V              | 19 | Hassan Yebda       | 12'        |     |
| M              | 3  | Nadir Belhadj      |            |     |
| M              | 13 | Karim Matmour      |            | 84' |
| M              | 15 | Karim Ziani        |            | 69' |
| M              | 21 | Foued Kadir        |            |     |
| A              | 11 | Rafik Djebbour     |            | 65' |
| Substituições: |    |                    |            |     |
| V              | 17 | Adlène Guedioura   |            | 69' |
| M              | 10 | Rafik Saïfi        |            | 84' |
| A              | 9  | Abdelkader Ghezzal |            | 65' |
| Treinador:     |    |                    |            |     |
| Rabah Saâdane  |    |                    |            |     |

Homem da partida
- Landon Donovan